# Peter Blitz
Peter Blitz, född 15 augusti 1938  i Solna, är en svensk barnskådespelare.

## Filmografi
- 1950 – Anderssonskans Kalle
- 1950 – Den vita katten
- 1951 – Örnarnas dal
- 1956 – Swing it, fröken